# Fontaine-Lestang (métro de Toulouse)
Pour le quartier, voir Fontaine-Lestang.
Fontaine-Lestang est une station de la ligne A du métro de Toulouse. Elle est située dans le quartier Fontaine-Lestang, au croisement des rues Louis-Vestrepain et Henri-Desbals, dans le sud-ouest de la ville de Toulouse.
La station est ouverte en 1993, en tant que station de la première section de la  ligne A.

## Situation sur le réseau

Plan du métro de Toulouse

Établie en souterrain, la station Fontaine-Lestang est établie sur la ligne A du métro de Toulouse. Elle est située entre la station Mermoz, en direction de la station terminus sud-ouest Basso-Cambo, et la station Arènes, en direction de la station terminus nord-est Balma – Gramont.

## Histoire
La station Fontaine-Lestang est mise en service le 26 juin 1993, lors de l'ouverture à l'exploitation de la première section, longue de 10 kilomètres entre ses terminus Basso-Cambo et Jolimont, de la ligne A du métro de Toulouse. Elle dispose d'une longueur opérationnelle des quais, de 26 m, pour une desserte par des rames composées de deux voitures,. Jusqu'au 19 mars 2017, elle abrite, dans son bâtiment, le bureau des PV de Tisséo, accessible depuis l'extérieur et depuis l'intérieur de la station.
En 2016, elle a enregistré 555 529 validations, ce qui la classe dans les dernières places, des stations de la ligne A. Elle représente alors moins de 2 % du trafic de la ligne.
Fontaine-Lestang est en chantier, entre 2017 et 2019, dans le cadre de la mise en service de rames de 52 m de long sur ligne A. La structure n'ayant pas été prévue à l'origine pour cette desserte les travaux sont très importants, ils consistent en : une extension du gros œuvre nécessitant « des travaux d’extension du génie civil souterrain afin d’agrandir les quais » ; une extension du second œuvre et la réalisation d'un dégagement de sécurité. Les rames, pouvant accueillir 320 passagers débutent leur service le 10 janvier 2020,.

Chantier de prolongement des quais en 2019
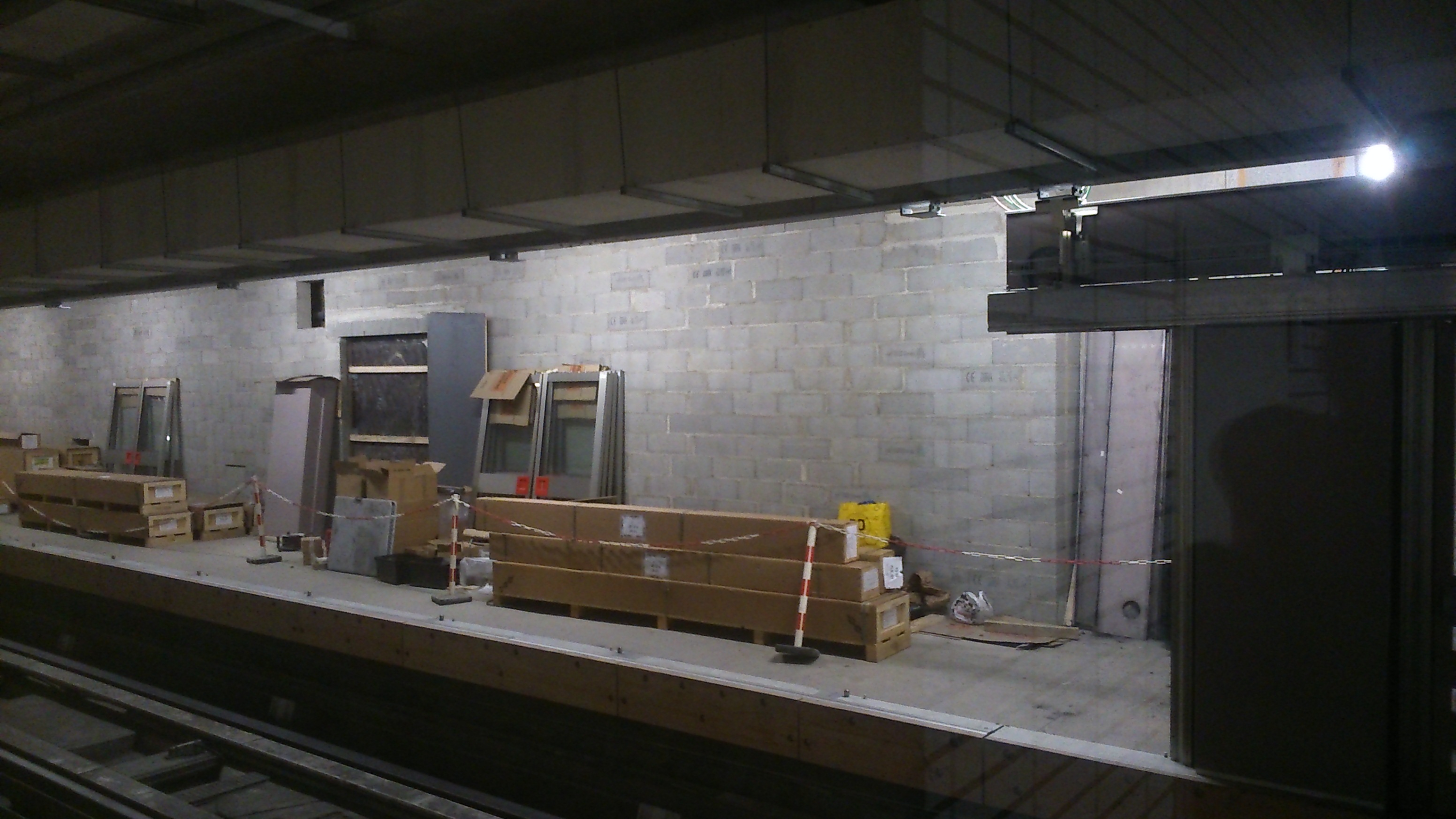
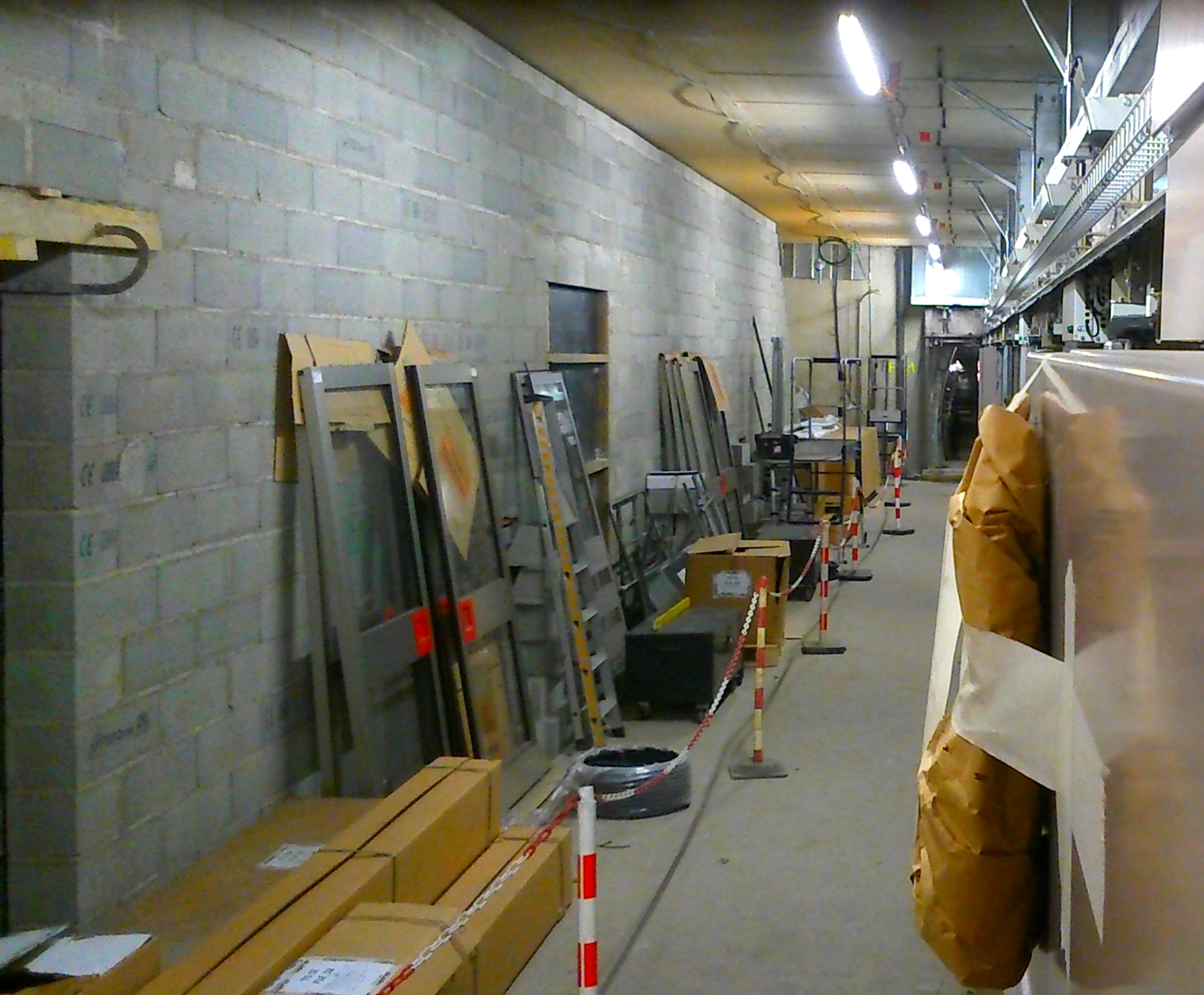

## Services aux voyageurs

### Accès et accueil
La station est située dans le quartier Fontaine-Lestang. La placette où elle est située, d'où part aussi l'avenue Lamartine et que longe la rue de la Moselle, a été baptisée place Fontaine-Lestang après l'ouverture de la station. L'accès aux quais de la station et la salle des billets sont situés en rez-de-chaussée, dans un petit bâtiment. Cette station n'est pas équipée d'escaliers roulants. La station s'étend sur 4 quatre niveaux. Le niveau le plus haut est situé au rez-de-chaussée. C'est à ce niveau que sont situés l'entrée principale; la sortie de secours, les distributeurs de billets et les tourniquets de contrôle d'accès. Un escalier unique, mais qui comporte un petit palier intermédiaire et une rotation à 90° permet l’accès au premier niveau intermédiaire. De ce premier niveau intermédiaire partent deux escaliers descendants, chacun en direction de d'un des quais. Ces escaliers sont orientés perpendiculairement aux voies, et permettent de rejoindre le second niveau intermédiaire. De ce second niveau partent, chacun de son côté, les derniers escaliers qui débouchent sur les quais (4eme et dernier niveau). Les quais ont chacun une longueur de 26m (2 rames). Des quais, du côté opposé à la voie, partent deux ascenseurs qui aboutissent dans la salle du rez-de-chaussée.
La station est équipée de quais latéraux à douze portes permettant d'accueillir des rames de 52 m à quatre voitures.

Installations
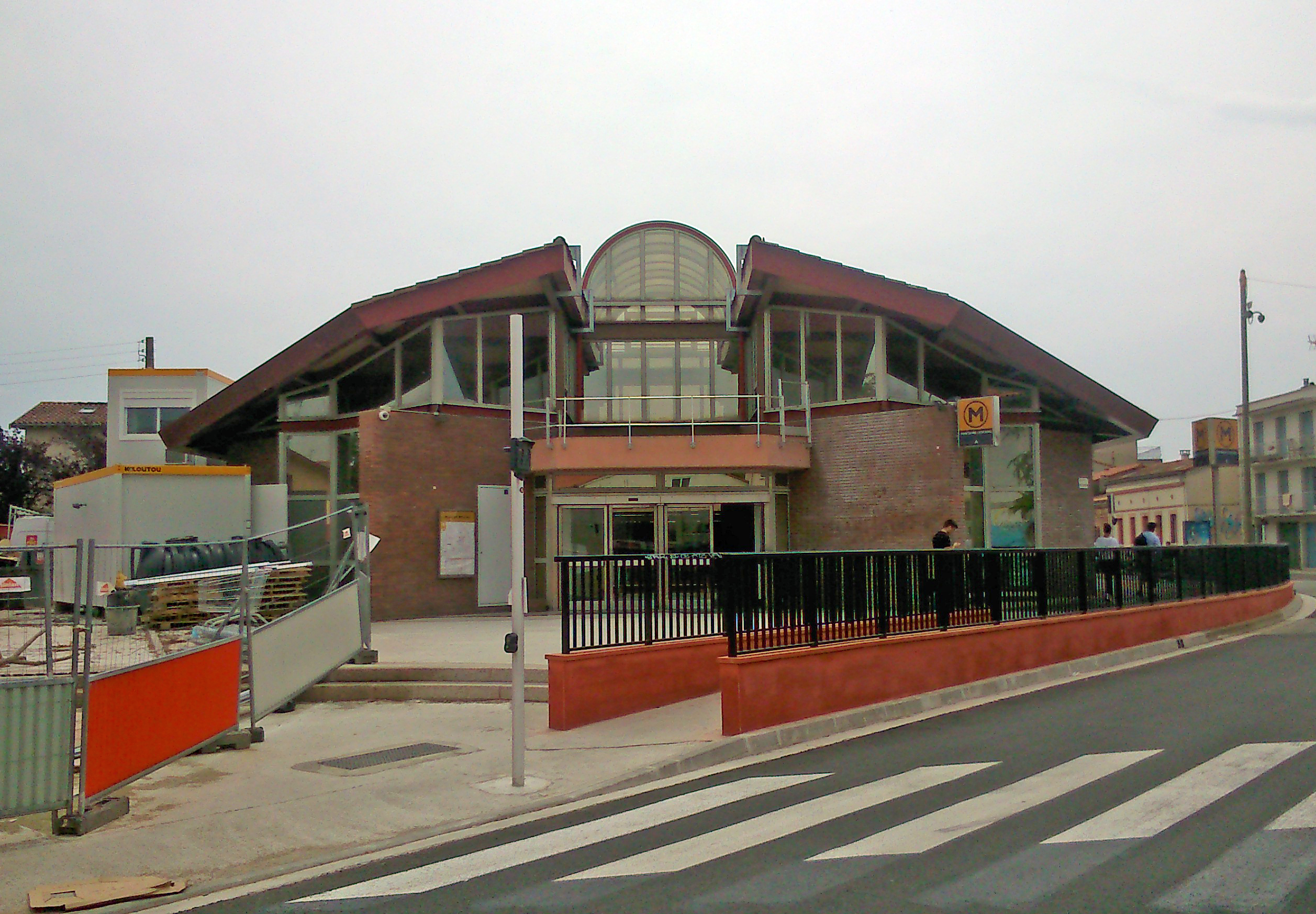
Bâtiment.
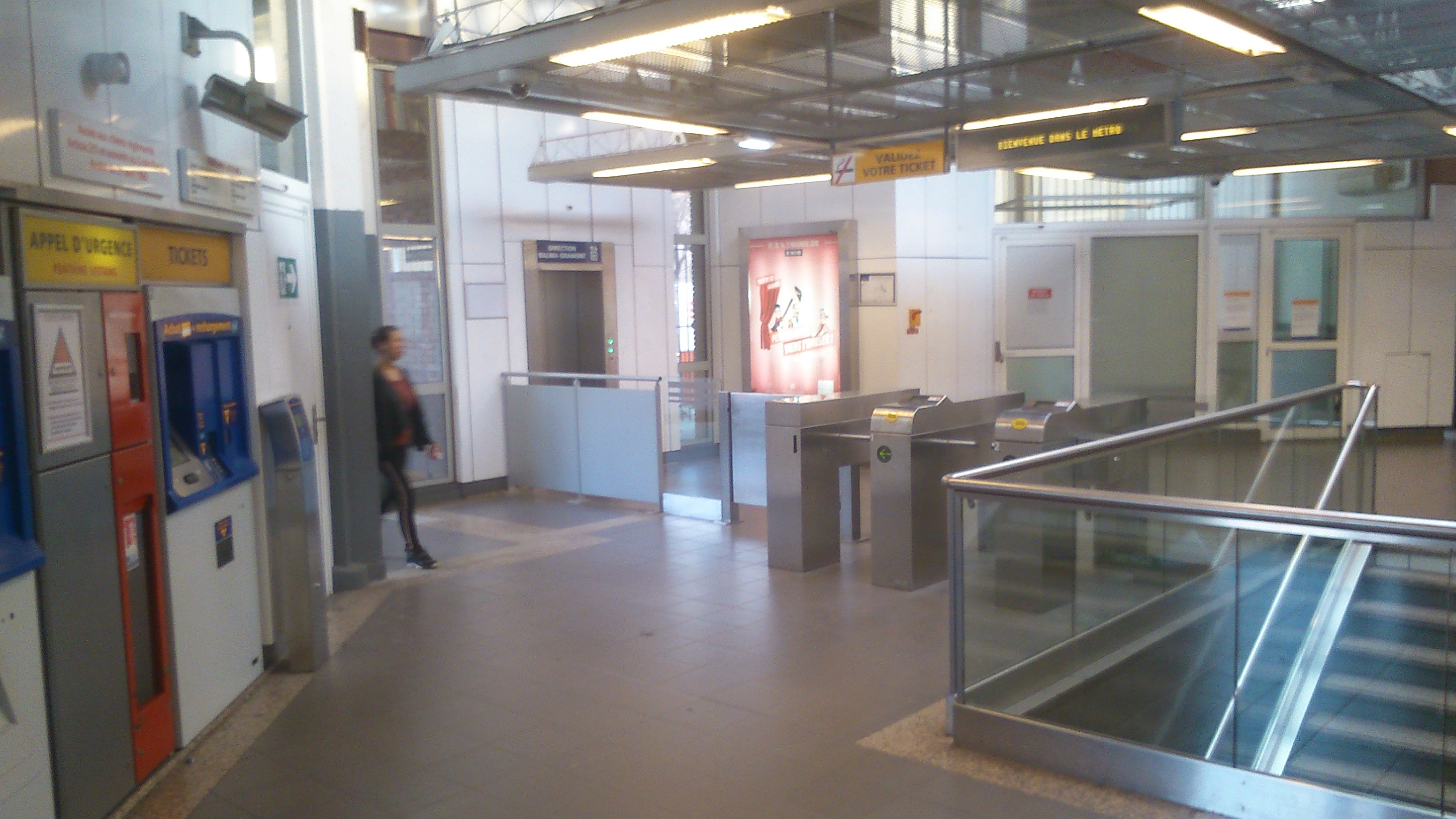
Entrée en rez-de-chaussée.
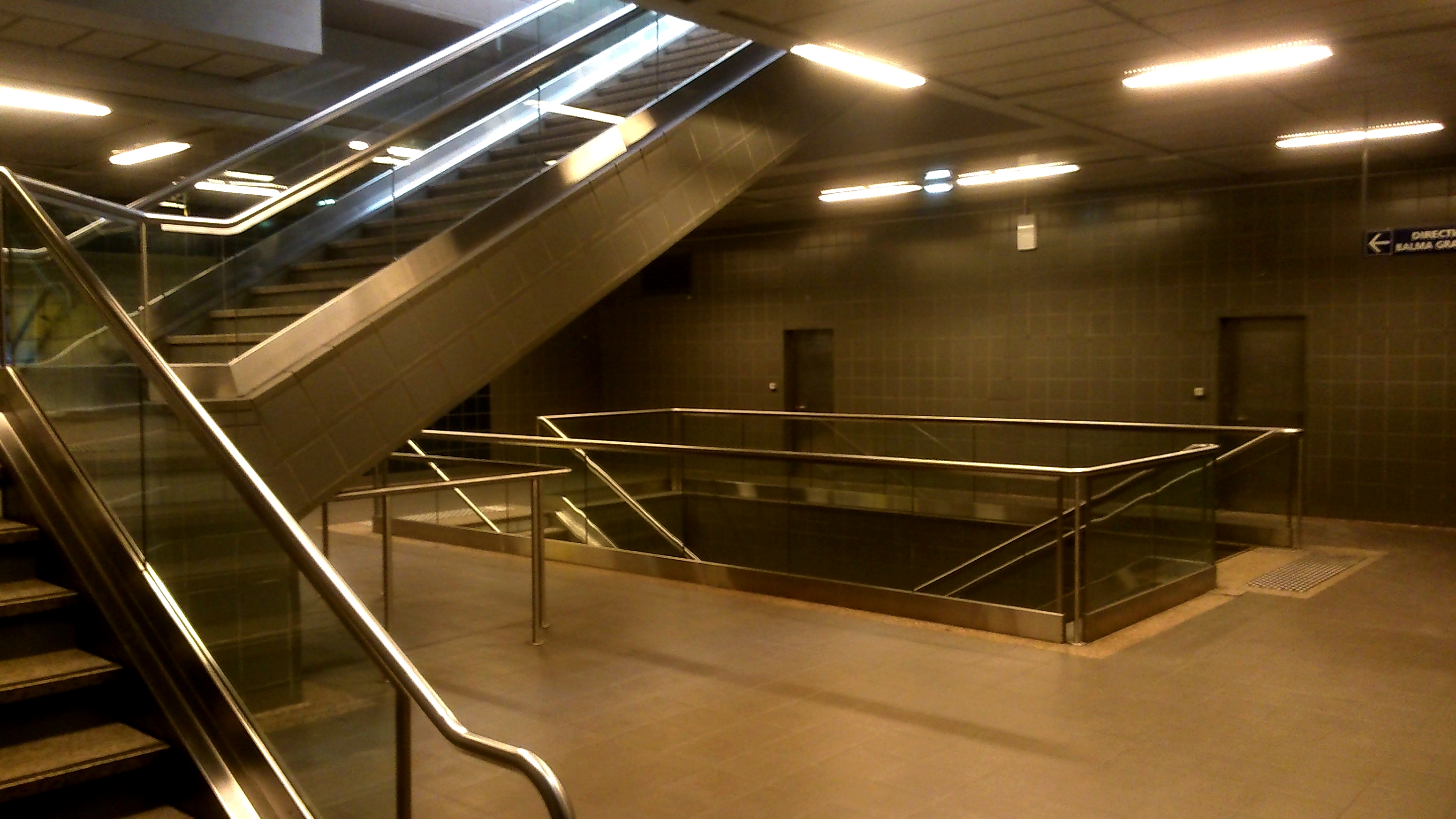
Niveau intermédiaire souterrain.

### Desserte
Comme sur le reste du métro toulousain, le premier départ des terminus est à 5h15, le dernier départ est à 0h du dimanche au jeudi et à 3h le vendredi et samedi.

### Intermodalité
La station est desservie par la ligne 13 du réseau Tisséo.

## L'art dans la station
L'œuvre d'art associée à la station est un « jardin d'enfants », imaginé par Hervé et Richard Di Rosa, comportant des « sculptures-jeux » (l’Esquimau-tourniquet, le Mandarin-balançoire et l’Échelle-cow-boy) et une mosaïque murale intitulée La Rose des vents, sur le mur faisant face à la sortie de la station.
Les sculptures-jeux ont été démontées au fil des ans (changement de la législation sur la sécurité des espaces de jeux), puis ré-installées sous forme de totems en juillet 2011.

## À proximité
- Église Saint-Christophe, désacralisée.
- Groupe Scolaire Étienne Billières.
- Lycée Polyvalent Déodat de Séverac.
- Maison de l’Architecture de Midi-Pyrénées.
- Maison de quartier Fontaine-Lestang, siège du Foyer laïque Étienne Billières.
- Station VélôToulouse n° 141 (Fontaine-Lestang).
- Rue Henri-Desbals, Rue Louis-Vestrepain, Rue Saint-Malo, Rue des Turres.